# Karmijn
Karmijn är en äppelsort av nederländskt ursprung, och äpplet är resultatet av en korsning mellan Cox Orange och Jonathan. Karmijn är ett stort äpple, och dess skal är torrt och aningen strävt. Fruktköttet som är saftigt och fast har en stark, sötsyrlig smak - enligt de flesta även en god arom. Äpplet mognar i november och håller sig vid bra förvaring/lagring till februari. Karmijn passar både som ätäpple, och i köket. Trädet är starkväxande. Sorten är triploid. Blomningen är medelsen. Pollineras ej av Cox Orange eller Jonathan. I Sverige odlas Karmijn gynnsammast i zon I.
Äpplet har mycket hög halt av tannin (polyfenoler).[källa behövs], och det är 135 dagar mellan blomning och plockning. Medelvikt är 181 gram, densitet 0,85, sockerhalt 15,9%, syrahalt 1,15% och halten sorbitol 1,35%